# برگشت سالتو
شناگران پیشرفته حتماً باید در مسابقه‌ها و هنگام تمرین طبق مقررات با برگشت سالتو به مسابقه ادامه دهند.
برای آماده شدن برای این حرکت باید قبل از انجام حرکت، چرخشی که به آن در ژیمناستیک چرخش غلط جلو پا جمع گفته می‌شود را خوب انجام دهید. قبل از کسب مهارت بعد از چرخش فکر می‌کنید سرتان گیج می‌رود یا این که در هنگام چرخش مقداری آب به داخل بینی‌تان می‌رود و شما را آزار می‌دهد لذا ممکن است با این مشکلات از فراگرفتن سالتو منصرف شوید.
آنچه باعث می‌شود که سالتو مشکل به نظر برسد این است که شناگر باید دو نوع چرخش داشته باشد: یکی چرخش به داخل که به‌طور کامل و دیگری چرخش ۱۸۰ درجه به پهلو که موقعیت بدن به حالت شنا برگردد و ترکیب این دو چرخش و فشاری که هم‌زمان با آن باید در لحظه تماس پا به دیواره وارد شود کار را کمی دشوار می‌سازد؛ لذا لازم است مربی مرحله به مرحله قسمت‌های مختلف را تمرین و ترکیب نماید تا هماهنگی لازم جهت اجرای کلیهٔ قسمت‌ها در یک لحظه کسب شود و حتی چندین بار مربی باید این حرکت را برای کارآموز اجرا کند، چون دیدن در یادگیری این حرکت خیلی مهم است.

## مراحل مختلف سالتوی کرال سینه
1. در فاصلهٔ ۱۰۰ الی ۲۰۰ سانتیمتری سر از دیواره استخر (بسته به اندازهٔ بدن و قدرت دست‌های شناگر) آخرین کشش دست انجام می‌شود.
2. شناگر به دیواره استخر نگاه می‌کند که آیا این‌جا سالتو را شروع کند یا پس از یک کشش دیگر.
3. در حالی که تصمیم به سالتو گرفت، دست چپ نباید از آب خارج شود، بلکه در کنار بدن قرار می‌گیرد و دست راست کارش را ادامه می‌دهد تا به کنار بدن برسد. پاها به سمت بالا حرکت می‌رود تا در مرحله بعد به سمت پایین ضربه بزند در این حال حرکت دست به بدن متصل شده و به گردش بدن کمک می‌کند.
4. سر از قسمت گردن به طرف داخل بدن خم می‌شود، کف دو دست طوری می‌چرخد که رو به کف استخر باشد و پاها به هم چسبیده و از قسمت زانو خم می‌شوند.
5. بدن از حالت افقی به روی آب خارج شده زیرا از گردن و کمر خمیدگی افزایش یافته هر دو دست حالت قبل را دارا است و به پایین فشار وارد می‌آورد پاها به قسمت پایین زده می‌شود تا باسن بالا بیاید.
6. بدن از ناحیه ران خمیدگی بیشتری می‌یابد در این حالت بدن متمایل به توقف در حرکتش می‌شود چون مقاومت حاصل از خم شدن بدن در آب باعث آن می‌گردد اگر سرعت حرکت شناگر به اندازهٔ کافی باشد همین سرعت و خم شدن سر و کمر عامل مهمی در چرخش شناگر خواهد بود. در شکل مقابل دست چپ از آرنج خمیده می‌شود و آب را به سوی سر می‌کشاند.
7. در حالی که لگن از خط سر عبور می‌کند دست چپ هنوز آب را به سمت سر می‌کشد که این حرکت به چرخش بدن شناگر کمک می‌نماید کف دست راست به سمت داخل متمایل شده و باعث چرخش بدن حول محور طولی خود می‌گردد پاها دقیقاً به‌طور مستقیم از بالای سر آورده نمی‌شوند.
8. در حالی که پاها به‌طور کامل از آب خارج هستند به طرف بالا و عقب به سمت دیواره استخر پرتاب می‌شوند و این موقعی است که کشش دست به سمت سر نیز کارش پایان یافته‌است. شناگر در این حالت باید بدون این که تأخیری در کل حرکت ایجاد کند به سمت پهلو بچرخد.
9. چرخش عمومی شناگر کامل شده و شناگر باید خودش را در موقعیتی قرار دهد که بتواند به دیواره استخر فشار وارد سازد. دست‌ها دوباره در حال لمس کردن یکدیگرند و به سمت جلو درحرکتند و چرخش به سمت پهلو ادامه دارد
10. پاها در حال فشار به دیواره استخر هستند و این کار با باز شدن مفاصل زانو صورت می‌گیرد، در عین حال مفاصل آرنج‌ها با باز شدنشان دست‌ها را به سمت جلوی بدن می‌کشند.
11. در مرحله آخر فشار پا به دیواره استخر که با باز شدن مفصل مچ پا همراه است، شانه‌ها در آخرین مرحله چرخش حول محور طولی بدن هستند، بازوها کشیده و سر در بین آن‌ها قرار گرفته و بدن در حالت کاملاً کشیده بر روی آب سر می‌خورد.
12. شناگر باید بدنش را نسبت به عمق آب تنظیم نماید و این کار توسط هدایت دست‌ها صورت می‌گیرد. بدین روش که با گرفتن دست و سر به سمت بالا، بدن در عین سر خوردن به سطح آب نزدیک می‌شود. چنانچه زیاده از حد در عمق آب باشد با یک یا دو ضربه پا بدن را به سطح آب نزدیک می‌سازد و اگر در عمق صحیح قرار داشته باشد شروع به ضربات پا و کشش می‌نماید.